# Премія Рене Клера
Премія Рене Клера (фр. Prix René-Clair) — нагорода заснована у 1994 році Французькою академією за здобутки у сфері кінематографу, передусім за написання кіносценаріїв. Названа на честь французького кінорежисера Рене Клера.

## Лауреати
- 1994 : Александр Астрюк
- 1995 :
  - Робер Брессон

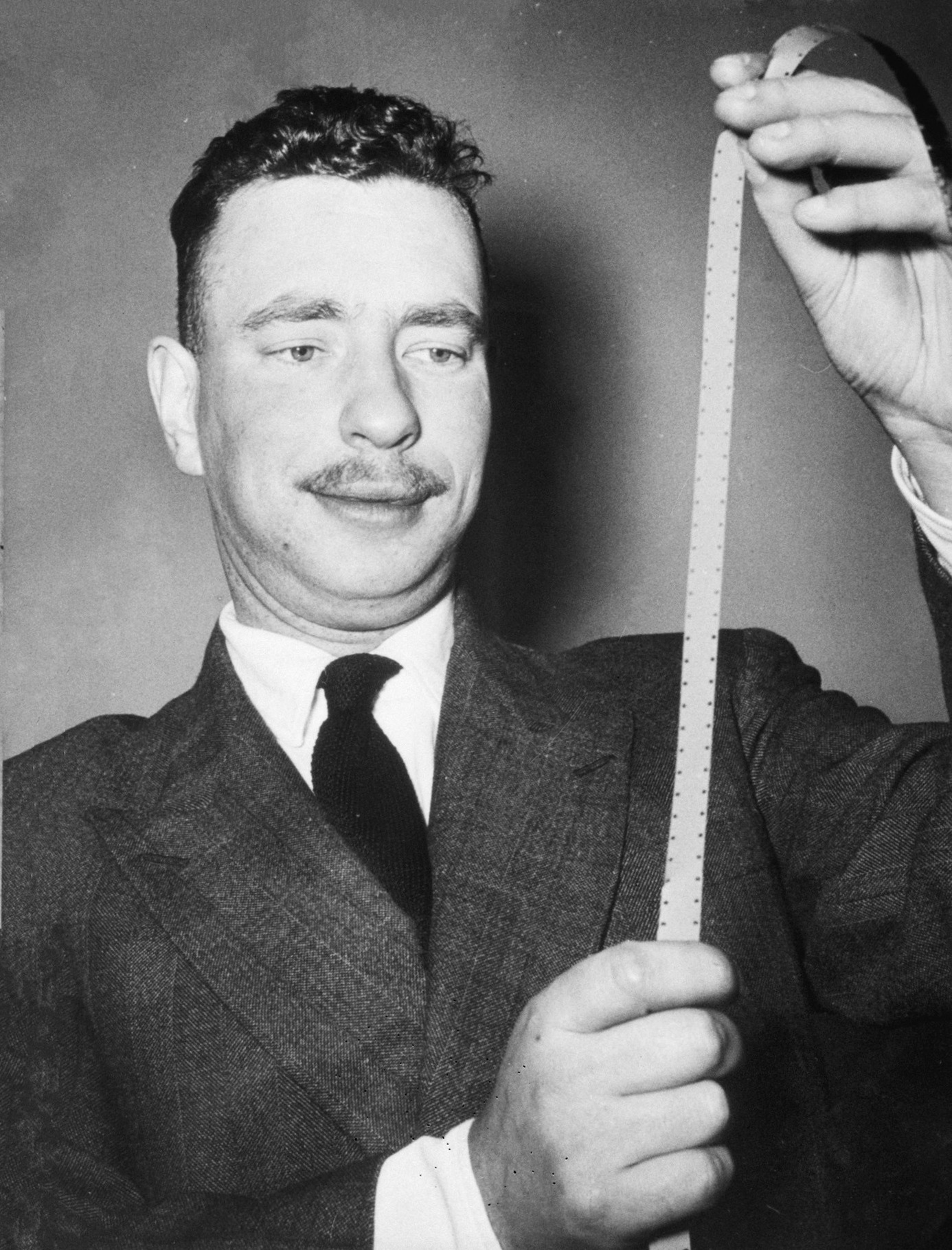
Александр Астрюк — перший лауреат Премії Рене Клера (1994)

  - П'єр Біллар (медаль за роботу: L'Âge classique du cinéma français. Du cinéma parlant à la Nouvelle vague)
  - Жан-Мішель Фродон (медаль за роботу: L'Âge moderne du cinéma français. De la Nouvelle Vague à nos jours)
- 1996 : Едуар Молінаро
- 1997 : Жак Розьє
- 1998 : Константінос Коста-Гаврас
- 1999 : Роман Полянський
- 2000 : Патріс Леконт
- 2001 : Аньєс Жауї та Жан-П'єр Бакрі
- 2002 : Аньєс Варда
- 2003 : Андре Тешіне
- 2004 : Ален Корно
- 2005 : Клод Шаброль
- 2006 : Жак Одіар
- 2007 : Ален Кавальє
- 2008 : Паскаль Тома
- 2009 : Бертран Таверньє
- 2010 : Ксав'є Джаннолі
- 2011 : Даніель Томпсон
- 2012 : Бенуа Жако
- 2013 : Філіпп Ле Гюе
- 2014 : Робер Гедігян
- 2015 : Жак Перрен
- 2016 : Анн Фонтен
- 2017 : Стефан Брізе
- 2018 : Брюно Дюмон
- 2019 : Валерія Бруні-Тедескі
- 2020 : Ксав'є Долан
- 2021 : Альбер Дюпонтель
- 2022 : Арно Деплешен